# Myrtle Point
Myrtle Point az Amerikai Egyesült Államok északnyugati részén, Oregon állam Coos megyéjében, a 101-es út mentén, a Csendes-óceán partjaitól 24 km-re, a 42-es út mentén helyezkedik el. A 2010. évi népszámláláskor 2514 lakosa volt. A város területe 4,17 km², melyből 0,03 km² vízi.
A Coquille-folyó két ága a településen találkozik.
Évente a helyi gimnázium mellett rendezik meg a megyei vásárt.

## Éghajlat
A város időjárása enyhe és gyakran csapadékos. A legcsapadékosabb a november–január időszak, a legszárazabb pedig július hónap. A legmelegebb hónap augusztus, a leghidegebb pedig január.
| Hónap                         | Jan.  | Feb.  | Már. | Ápr. | Máj. | Jún. | Júl. | Aug. | Szep. | Okt. | Nov. | Dec.  | Év    |
| ----------------------------- | ----- | ----- | ---- | ---- | ---- | ---- | ---- | ---- | ----- | ---- | ---- | ----- | ----- |
| Rekord max. hőmérséklet (°C)  | 21,7  | 26,7  | 27,8 | 32,8 | 35,0 | 38,9 | 39,4 | 40,0 | 40,0  | 40,0 | 28,3 | 22,8  | 40,0  |
| Átlagos max. hőmérséklet (°C) | 11,1  | 13,3  | 15,0 | 16,7 | 19,4 | 22,2 | 25,0 | 25,6 | 24,4  | 20,0 | 13,3 | 10,6  | 18,1  |
| Átlaghőmérséklet (°C)         | 6,1   | 7,8   | 9,2  | 10,3 | 13,1 | 15,6 | 17,8 | 18,1 | 11,7  | 13,1 | 8,6  | 6,2   | 11,5  |
| Átlagos min. hőmérséklet (°C) | 1,1   | 2,2   | 3,3  | 3,9  | 6,7  | 8,9  | 10,6 | 10,6 | 8,9   | 6,1  | 3,9  | 1,7   | 5,7   |
| Rekord min. hőmérséklet (°C)  | −10,6 | −15,0 | −6,1 | −2,2 | −1,1 | 0,6  | 4,4  | 2,2  | −1,7  | −5,0 | −8,3 | −13,3 | −15,0 |
| Átl. csapadékmennyiség (mm)   | 241   | 189   | 184  | 134  | 85   | 40   | 12   | 22   | 47    | 99   | 244  | 251   | 1548  |
| Forrás: The Weather Channel   |       |       |      |      |      |      |      |      |       |      |      |       |       |

## Népesség

### 2010
A 2010-es népszámláláskor a városnak 2514 lakója, 1027 háztartása és 677 családja volt. A népsűrűség 602,9 fő/km2. A lakóegységek száma 1129, sűrűségük 270,7 db/km2. A lakosok 89,9%-a fehér, 0,4%-a afroamerikai, 3,5%-a indián, 0,2%-a ázsiai, 0,1%-a a Csendes-óceáni szigetekről származik, 1,1%-a egyéb, 4,9%-a pedig kettő vagy több etnikumú. A spanyol vagy latino származásúak aránya 4,6% (3,8% mexikói, 0,2% Puerto Ricó-i, 0,3% kubai, 0,3% egyéb spanyol vagy latino származású.)
A háztartások 30,8%-ában élt 18 évnél fiatalabb. 47,5% házas, 13,3% egyedülálló nő, 5,1% egyedülálló férfi, 34,1% pedig nem család. 27% egyedül élt; 13,4%-uk 65 éves vagy idősebb. Egy háztartásban átlagosan 2,41 személy élt; a családok átlagmérete 2,89 fő.
A medián életkor 44,9 év volt. A város lakóinak 23%-a 18 évesnél fiatalabb, 6,6% 18 és 24 év közötti, 20,3%-uk 25 és 44 év közötti, 28,2%-uk 45 és 64 év közötti, 21,8%-uk pedig 65 éves vagy idősebb. A lakosok 48,2%-a férfi, 51,8%-a pedig nő.

### 2000
A 2000-es népszámláláskor  a városnak 2451 lakója, 988 háztartása és 674 családja volt. A népsűrűség 587,8 fő/km2. A lakóegységek száma 1110, sűrűségük 266,2 db/km2. A lakosok 92,9%-a fehér, 0,29%-a afroamerikai, 2,77%-a indián, 0,12%-a ázsiai, 0,04%-a a Csendes-óceáni szigetekről származik, 0,82%-a egyéb-, 3,06%-a pedig kettő vagy több etnikumú. A spanyol vagy latino származásúak aránya 3,55% (2,3% mexikói, 0,3% Puerto Ricó-i, 0,2% kubai, 0,7% pedig egyéb spanyol/latino származású.)
A háztartások 30,3%-ában élt 18 évnél fiatalabb. 50,9% házas, 12,9% egyedülálló nő; 31,7% pedig nem család. 26,6% egyedül élt; 14,5%-uk 65 éves vagy idősebb. Egy háztartásban átlagosan 2,43 személy élt; a családok átlagmérete 2,89 fő.
A város lakóinak 26,5%-a 18 évesnél fiatalabb, 6,4% 18 és 24 év közötti, 23,4%-uk 25 és 44 év közötti, 23,9%-uk 45 és 64 év közötti, 19,7%-uk pedig 65 éves vagy idősebb. A medián életkor 41 év volt. Minden 100 nőre 88,2 férfi jut; a 18 évnél idősebb nőknél ez az arány 84,7.
A háztartások medián bevétele 27 536 amerikai dollár, ez az érték családoknál $31 120. A férfiak medián keresete $30 313, míg a nőké $20 476. A város egy főre jutó bevétele (PCI) $13 695. A családok 15%-a, a teljes népesség 19,6%-a élt létminimum alatt; a 18 év alattiaknál ez a szám 24,2%, a 65 évnél idősebbeknél pedig 14,4%.

## Infrastruktúra
- Pacific Power – villamos energia
- ComSpan Communications – üvegszálas televízió, internet, vezetékes telefon
- Charter Communications – kábeltelevízió, nagy sebességű internet, digitális telefon
- Városi önkormányzat – víz és csatorna

## Híres személyek
- Dennis Waterman – pókerjátákos és író[10]
- Robert C. Belloni – körzeti bíró[11]

## Fordítás
Ez a szócikk részben vagy egészben  a   Myrtle Point, Oregon című angol Wikipédia-szócikk ezen változatának fordításán alapul.  Az eredeti cikk szerkesztőit annak laptörténete sorolja fel. Ez a jelzés csupán a megfogalmazás eredetét és a szerzői jogokat jelzi, nem szolgál a cikkben szereplő információk forrásmegjelöléseként.